# Río Logone
El río Logone (o Logon) es el principal afluente del río Chari. Discurre entre zonas pantanosas y humedales en su mayor parte. Frontera natural entre Chad y Camerún durante parte de su curso.
- Datos: Q645191
- Multimedia: Logone / Q645191